# Sonthi Boonyaratglin

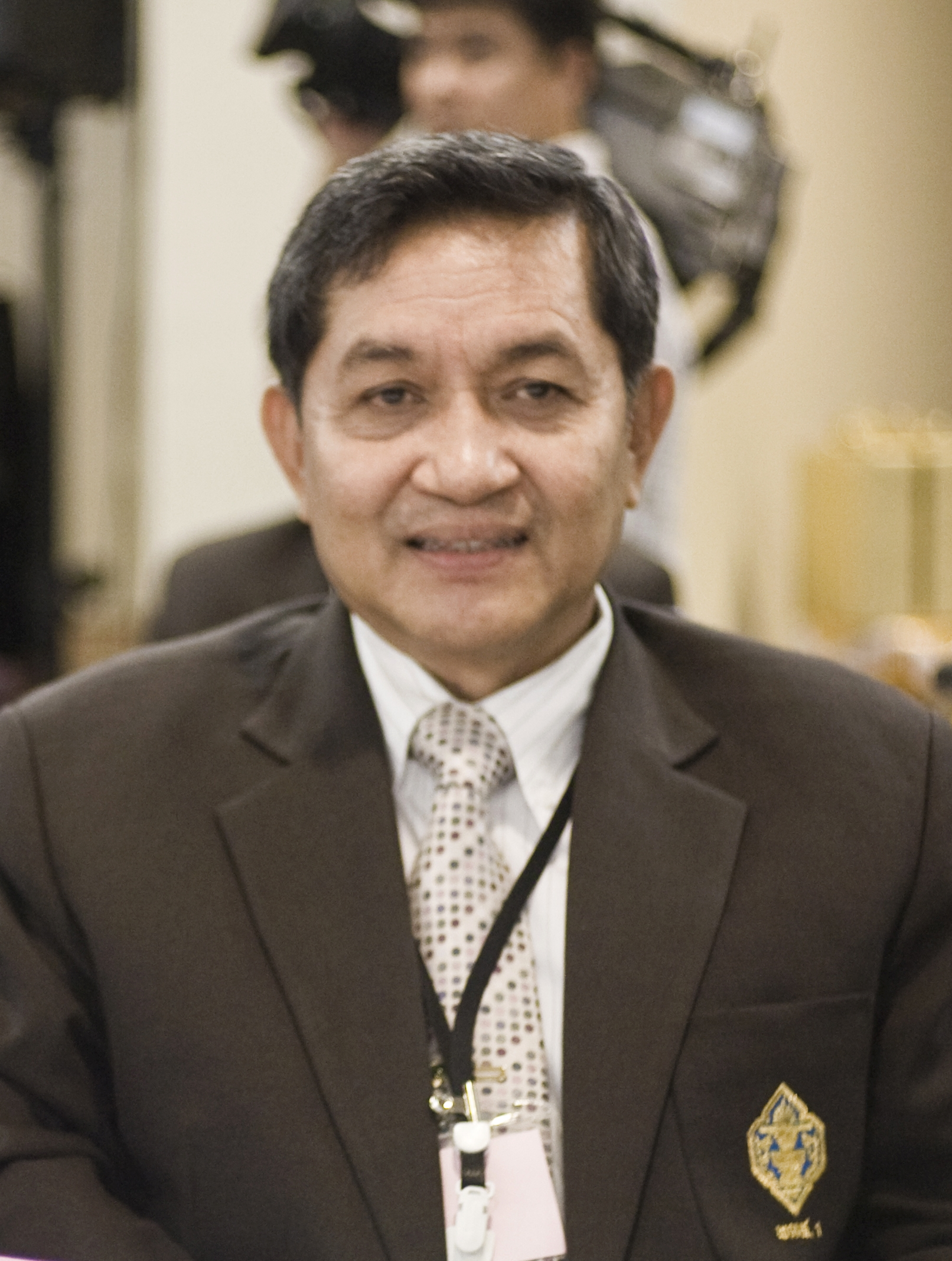

O General (reformado) Sonthi Boonyaratglin (em tailandês:  สนธิ บุญยรัตกลิน) (nascido em 2 de outubro de 1946) é o antigo Comandante-em-Chefe do Exército Real Tailandês e ex-chefe do Conselho de Segurança Nacional, a junta militar que governou o reino. Foi o primeiro muçulmano no comando do exército tailandês em sua maioria budista. Em 19 de setembro de 2006, se tornou chefe de governo de facto da Tailândia depois de derrubar o governo eleito em um golpe de Estado.   Depois de se aposentar do Exército em 2007, tornou-se Vice-Primeiro-Ministro, responsável pela segurança nacional.
Sonthi é um multimilionário e tem duas esposas, Sukanya e Piyada, apesar das proibições legais contra a bigamia. 